# Zdzisław Mossóczy
[[Plik:Grób pułkownika na Cmentarzu Centralnym w Gliwicach.JPG|thumb|240px|Grób Zdzisława Mossóczego na cmentarzu Centralnym w Gliwicach (2010)]]

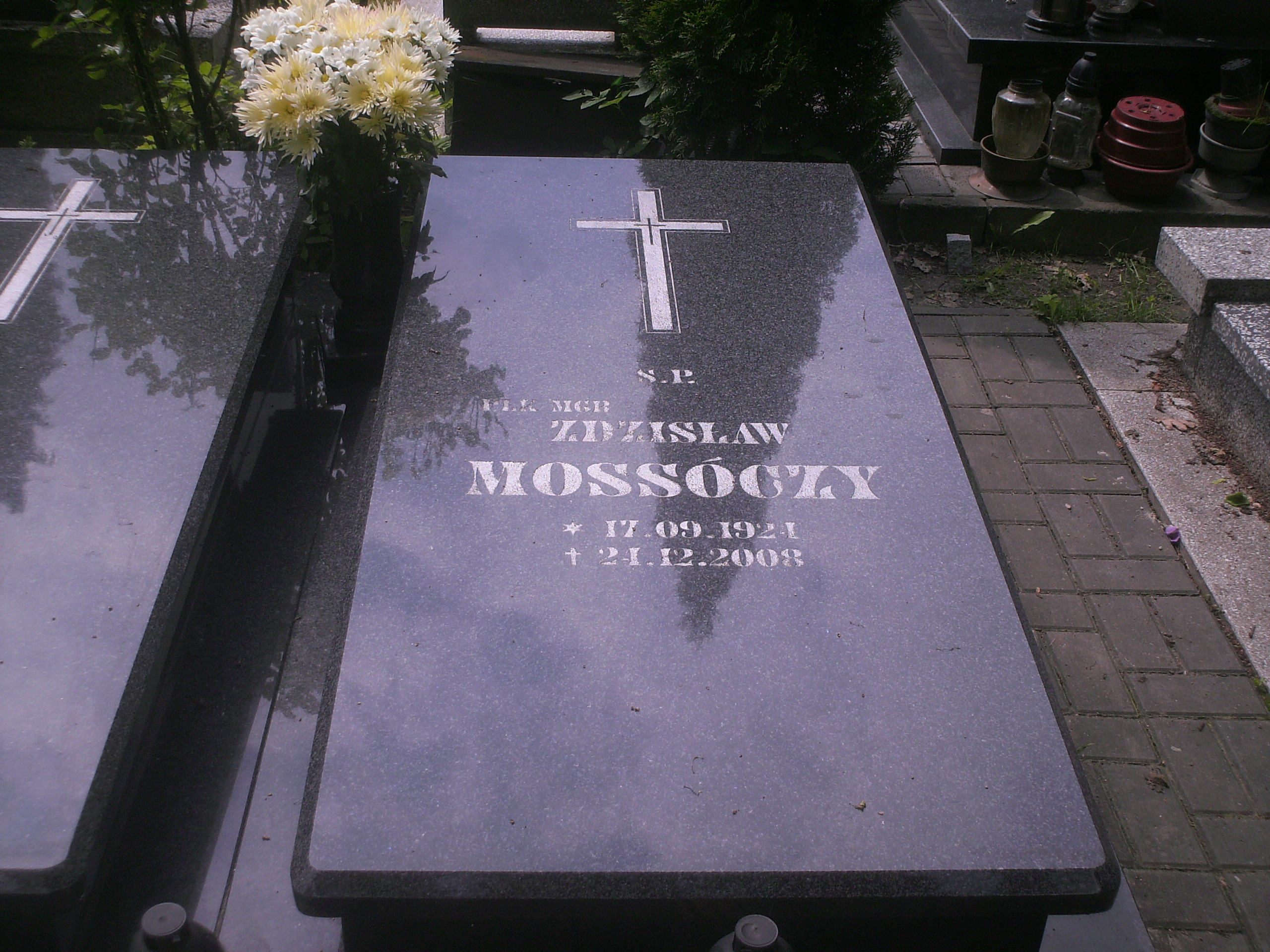
Grób Zdzisława Mossóczego na nowrap|cmentarzu Centralnym w Gliwicach (2010)

Zdzisław Mossóczy (ur. 17 września 1924, zm. 24 grudnia 2008 w Gliwicach) – polski wojskowy, pułkownik ludowego Wojska Polskiego, absolwent Wydziału Prawa Uniwersytetu Wrocławskiego.

## Życiorys
Do wojska wstąpił w 16 kwietnia 1945 w Kaliszu do 38 pułku piechoty, 11 Dywizji Piechoty. Wraz z pułkiem zakończył wojnę na terenie Niemiec. Jego jednostka brała udział w zabezpieczeniu zachodniej granicy na Nysie Łużyckiej i była stacjonowała w Gubinie. 
Uczęszczał do dwuletniej Szkoły Oficerskiej Piechoty, gdzie uzyskał stopień podporucznika. Po jej ukończeniu w 1947 ukończył 4-miesięczny kurs dowódców strażnic w Centrum Wyszkolenia WOP w Ostródzie. Następnie został przydzielony do 9 Oddziału WOP w Krakowie, gdzie objął dowództwo plutonu kompanii szkolnej, a następnie dowódcy strażnicy WOP Jurgów, 41 Komendy Odcinka w Nowy Targu, gdzie wykonywał obowiązki do końca 1950. W 1951 objął dowodzenie strażnicą WOP Jabłeczna. Następnie został pomocnikiem szefa sztabu i szefem sztabu 231 batalionu w Tomaszowie Lubelskim. W latach 1954–1960 wykonywał obowiązki pomocnika i starszego pomocnika szefa wydziału operacyjnego 23 Oddziału WOP w Chełmie. Po ukończeniu rocznego kursu dowódców batalionów w Rembertowie na początku 1960 został przeniesiony do Górnośląskiej Brygady WOP w Gliwicach na stanowisko pomocnika szefa wydziału operacyjnego, następnie został szefem tego wydziału. W maju 1976 awansowany na szefa sztabu brygady, które wykonywał do września 1984. W 1985 odszedł do rezerwy.
W latach 60. XX wieku ukończył studia zaoczne na Wydziale Prawa Uniwersytetu Wrocławskiego.
Pochowany jest na cmentarzu Centralnym w Gliwicach. 

## Odznaczenia
- Krzyż Oficerski
- Krzyż Kawalerski
- Złoty Krzyż Zasługi
- Srebrny Krzyż Zasługi
- Złoty Medal „Siły Zbrojne w Służbie Ojczyzny”
- Srebrny Medal „Siły Zbrojne w Służbie Ojczyzny”
- Brązowy Medal „Siły Zbrojne w Służbie Ojczyzny”

i wiele innych resorowych.